# Prosper (Texas)
Prosper é uma cidade  localizada no estado norte-americano de Texas, no Condado de Collin.

## Demografia
Segundo o censo norte-americano de 2000, a sua população era de 2097 habitantes.
Em 2006, foi estimada uma população de 5158, um aumento de 3061 (146.0%).

## Geografia
De acordo com o United States Census Bureau tem uma área de
12,8 km², dos quais 12,8 km² cobertos por terra e 0,0 km² cobertos por água.

## Localidades na vizinhança
O diagrama seguinte representa as localidades num raio de 16 km ao redor de Prosper.